# Pavel Bohatec
Pavel Bohatec (* 10. ledna 1962 Boskovice) je český politik ODS, v letech 2006–2010 a opět v letech 2012–2013 poslanec Poslanecké sněmovny.

## Životopis
Maturoval na kolínském gymnáziu a poté v roce 1986 vystudoval Vysokou školu veterinární v Brně, obor hygiena potravin. Z tohoto oboru má i dvě atestace. Po dokončení školy až do roku 2001 byl zaměstnán jako obvodní inspektor na Okresní veterinární správě v Kutné Hoře, kde vykonával státní dozor v hygieně potravin, a později byl také okresním laktologem.
V komunální politice se pohyboval od roku 1994. V komunálních volbách roku 1994, komunálních volbách roku 1998 a komunálních volbách roku 2002 byl zvolen do zastupitelstva města Uhlířské Janovice, v roce 1994 a 1998 jako bezpartijní za ODS, v roce 2002 jako člen ODS. Profesně se k roku 1998 uvádí jako veterinární lékař, roku 2002 coby starosta. Od roku 1998 byl místostarostou a v letech 2000 až 2006 starostou města. V roce 1999 vstoupil do ODS. Od roku 2008 byl předsedou OR ODS Kutná Hora.
Ve volbách v roce 2006 byl zvolen do poslanecké sněmovny za ODS (volební obvod Středočeský kraj). Byl členem sněmovního zemědělského výboru a v letech 2007–2010 i členem výboru petičního. Poslanecké křeslo ve volbách roku 2010 neobhájil, ale do sněmovny usedl dodatečně v listopadu 2012 jako náhradník poté, co tři středočeští poslanci složili mandát. Byl členem kontrolního výboru.
Je ženatý. S manželkou Danou má syny Pavla a Martina.